# FKA Twigs
Tahliah Debrett Barnett (Cheltenham, 16 de janeiro de 1988), conhecida pelo nome artístico FKA Twigs (estilizado como FKA twigs) é uma cantora, compositora, produtora musical, dançarina e atriz britânica.

## Biografia
Tahliah Debrett Barnett,  nasceu em Cheltenham, Gloucestershire. Descendente de pai jamaicano e mãe inglesa, Barnett não conheceu o pai, um dançarino de jazz, até completar 18 anos, tendo sido criada pelo padrasto e pela mãe, que costumava trabalhar como dançarina e ginasta. Cresceu em Gloucestershire o qual Barnnett descreve como "um lugar no meio do nada".  Ela frequentou a St Edward's School, em Cheltenham, uma escola católica privada. Vinda de uma família de baixa renda, sua educação foi paga através de bolsas de estudo.
Aos 17 anos, mudou-se para a parte Sul de Londres para seguir carreira de dançarina.  Trabalhou como dançarina de apoio para videos musicas de artistas como Kylie Minogue, Plan B, Ed Sheeran, Taio Cruz, Dionne Bromfield, Jessie J e Wretch 32. 

## Carreira musical

FKA Twigs performs at the Park Avenue Armory

Twigs lançou de forma independente seu primeiro EP, intitulado "EP1", em 4 de dezembro de 2012. Ela postou um vídeo para cada faixa do EP no seu canal do YouTube. Em Agosto de 2013, twigs lançou o vídeo para o seu primeiro single, "Water Me" no YouTube. O vídeo foi dirigido por Jesse Kanda. No mesmo mês, o jornal "The Guardian" lista FKA twigs como "Nova Banda do Dia", descrevendo ela como "o melhor exemplo para o Reino Unido até agora de um R&B etéreo e único."
O segundo EP de Twigs, "EP2" foi lançado pela gravadora Young Turks em setembro de 2013. O EP foi produzido por FKA twigs e pela produtora Arca. O site de música Pitchfork deu ao EP uma nota de 8/10. Em dezembro twigs foi indicada para o prêmio da BBC "Sound of 2014" e também foi escolhida pelo Spotify para a lista "Spotlight on 2014". Twigs também apareceu na lista da Billboard "14 Artists to Watch in 2014".
Em abril de 2014, twigs apareceu na capa da revista "The Fader" para a sua 91ª edição. Depoisela dirigiu e apareceu no vídeo para a música "Ouch Ouch", pelo rapper Lucki Eck$. Ela também produziu a mesma música. O primeiro álbum de FKA twigs, "LP1", foi lançado em agosto pela mesma gravadora que lançou o "EP2", Young Turks. A revista "Time" deu ao álbum uma review positiva, falando que twigs "fez um dos mais complexos álbuns no R&B". Twigs anunciou uma tour mundial começando dia 2 de outubro no "The Dome", em Brighton, Inglaterra, e terminando dia 3 de dezembro em Orlando, Florida, no The Social. FKA twigs postou três videos no seu canal do YouTube. Um deles com o grupo de dança londrino Wet Wipez, dirigido por twigs; um remix da música "Ache", nomeado "tw-Ache"; e a música "Ouch Ouch" de Luck Eck$, também produzida por twigs. O álbum de twigs LP1 foi uma das nomeações no Mercuri Prize de 2014. Em setembro, FKA twigs apresentou-se no programa de televisão "Later with Jools Holland", da BBC. Em outubro, twigs lançou o vídeo para a música "Video Girl". Twigs também fez sua primeira apresentação na tv americana no "The Tonight Show with Jimmy Fallon", em 4 de novembro.

## Estilo musical e influências
FKA Twigs tem sido descrita como "pop cativante" com "vocais sussurrantes". Seu trabalho tem sido comparado ao de Tricky . Os primeiros cantores que tiveram um impacto sobre FKA foram Billie Holiday, Ella Fitzgerald e Marvin Gaye. Quando ela começou a compor canções, FKA queria reproduzir a música que ela gostava: "Todos os bits de música que eu fiz soaram como um pastiche de Siouxsie and the Banshees ou Adam Ant". Ao descrever sua arte, ela diz: "Eu não estou restringida por qualquer gênero musical que eu gosto de experimentar com sons, gerando emoções ao mesmo tempo colocando a minha voz em certos ambientes [...] Younger, eu só ouvia punk, Siouxsie and the Banshees [...] e, em seguida, eu encontrei a minha própria maneira de tocar punk. Eu gosto de sons industriais e incorporando sons da vida cotidiana como um alarme de carro." 

## Voz
Twigs dispõe de uma levíssima voz de Soprano, com agilidade fluida, fácil emissão da região aguda e graves moderadamente satisfatórios para uma interprete de timbre tão doce. Segundo o bocal pop, sua extensão vocal é de 3 Oitavas e 1 Nota, partindo do E3 (Mí Três) e se estendendo até um F6 (Fá seis), tendo como classificação Fach mais próxima a de Jovem Soprano Lírico Coloratura, apesar de não ser de fato uma interprete de música erudita. Em suas performances ao vivo dança e movimentação significativa não é um problema para seu canto, já que Twigs é uma bailarina profissional jovem e com grande estamina, o que lhe permite trazer a sua performance maior credibilidade e virtuosismo em cena.

## Vida pessoal
FKA Twigs começou um relacionamento amoroso com o ator Robert Pattinson em setembro de 2014, os dois ficaram noivos mas terminaram o relacionamento em 2017.
Twigs conheceu o ator Shia LaBeouf no set de filmagens do filme Honey Boy e namoraram de 2018 a 2019. Ela entrou com uma ação judicial contra ele no Tribunal Superior de Los Angeles em dezembro de 2020, acusando-o de agressão sexual, agressão física e inflição de sofrimento emocional durante o relacionamento dos dois. O processo está previsto para ir em julgamento em setembro de 2025.
De 2020 a 2022, esteve em um relacionamento com o músico Matty Healy da banda The 1975. Cantou os vocais de fundo na música de sua banda The 1975 "If You're Too Shy (Let Me Know)".
Está em um relacionamento com o diretor e fotógrafo Jordan Hemingway desde 2023.

## Discografia

### Álbuns de estúdio
- 2014: LP1
- 2019: Magdalene[18]
- 2025:  Eusexua

### EPs
- 2012: EP1
- 2013: EP2
- 2015: M3LL155X

### Mixtapes
- 2022: Caprisongs

## Filmografia

### Cinema
| Ano  | Título              | Papel          | Notas          |
| ---- | ------------------- | -------------- | -------------- |
| 2019 | Honey Boy           | Garota Tímida  |                |
| 2020 | Sad Day             | Espadachim     | Curta metragem |
| 2024 | The Crow            | Shelly Webster |                |
| 2025 | Mother Mary         |                | pós produção   |
| ASA  | Brighton Beach      |                | pós produção   |
| ASA  | The Carpenter's Son |                | em produção    |

### Televisão
| Ano  | Título                | Papel  | Notas                                          |
| ---- | --------------------- | ------ | ---------------------------------------------- |
| 2022 | RuPaul's Drag Race UK | Jurada | Temporada 4; Episodio: "Yass-tonbury Festival" |